# Hermann et Dorothée
 (janvier 2020).
Si vous disposez d'ouvrages ou d'articles de référence ou si vous connaissez des sites web de qualité traitant du thème abordé ici, merci de compléter l'article en donnant les références utiles à sa vérifiabilité et en les liant à la section « Notes et références ».
Hermann et Dorothée (Hermann und Dorothea) est un récit épique en vers comprenant neuf chants écrit par Johann Wolfgang von Goethe. Rédigé du 11 septembre 1796 au 8 juin 1797, il est publié en octobre 1797,. Les noms des chants sont ceux des antiques muses grecques. C'est une idylle en hexamètres. La première traduction en français fut exécutée par Paul-Jérémie Bitaubé. Elle a été publiée en 1800 à Strasbourg et à Paris chez Treuttel et Würtz.

## Critique historique
La situation, qui se déroule durant la Révolution française, est adaptée par Goethe de l'exil des protestants de Salzbourg en 1731-1732[réf. nécessaire].

## Résumé
« Au cours des guerres révolutionnaires françaises qui éclatèrent en Allemagne, Hermann, jeune petit-bourgeois au cœur pur, est bouleversé par la vision que lui procure l'exode massif de ses compatriotes, à la suite d'un incendie qui ravagea leur ville. Au sein du cortège errant, il rencontre Dorothée et se trouve saisi par sa beauté, sa grâce, et le dévouement dont elle fait preuve pour assister les pauvres malheureux. Hermann lui apporte son aide et lui offre les effets qu'il avait réservés à d'autres victimes d'une ville voisine. Dorothée, jeune fille de condition modeste, remercie le généreux voyageur avant de se séparer. Hermann, tombé fou amoureux de la jeune femme, s'empresse de retourner au domaine familial pour en apporter la nouvelle. Le père d'Hermann, propriétaire d'une auberge qui, en vue de consolider les affaires familiales, s'était résolu à unir son fils avec la fille d'un riche bourgeois, redoute cette union qui pourrait mettre en péril l'héritage familial. Malgré les quelques railleries qu'il adresse à son fils, il se résigne face à la tristesse maladive d'Hermann, et finit par accepter l'idée de cette union. Le pasteur et le pharmacien, amis de la famille, ont assisté à la scène et proposent de venir en aide à Hermann pour retrouver sa jeune promise. Hermann cherche en solitaire sa bien-aimée tandis que le pasteur et le pharmacien finissent par retrouver le cortège errant. Après un début de rixe au sein du cortège, le pasteur discute avec un vieil homme qui, grâce à son autorité et sa sagesse, fait cesser les échauffourées. Impressionné, le pasteur s'entretient avec le sage qui ne tarde pas à vanter les mérites de la jeune femme. Le pasteur apprend que la jeune femme a sauvé la vie de jeunes enfants en tuant plusieurs soldats français au sabre. Le pharmacien, qui entre-temps a retrouvé la trace de Dorothée, conseille au pasteur de s'enquérir d'un deuxième avis. Ils demandent à un juge ce qu'il pense de la jeune fille. Il leur confirme ses grandes qualités humaines. Le pasteur et le pharmacien se décident à prévenir le jeune amoureux de sa présence et retrouvent celui-ci, seul, hésitant, se sachant d'avance doublé par un autre prétendant. Il décide finalement d'approcher une seconde fois la jeune femme pour lui déclarer sa flamme. La jeune fille reconnaissant son bienfaiteur, lui demande la raison de sa présence. Hermann se trouvant alors dans l'impossibilité d'exprimer ses sentiments réels, lui raconte qu'il cherche une domestique pour l'auberge familiale. Elle accepte la proposition estimant qu'elle a rempli son devoir à l'égard des siens et que sa condition actuelle ne lui permet pas de refuser une telle offre. Hermann et Dorothée rentrent ensemble jusqu'au domaine familial. Hermann qui n'a pas encore informé sa famille et le pasteur, s'empresse de révéler à ce dernier son mensonge et la situation délicate dans laquelle il s'est mis. Lorsqu'il rencontre Dorothée, le père d'Hermann ignorant tout du stratagème de son fils, fait à la jeune fille une plaisanterie au sujet de ses futures fiançailles. Dorothée, se sentant humilié est prise de sanglot et veut quitter l'auberge. Hermann se trouve alors contraint de révéler la vérité sur ses sentiments et les raisons qui l'ont poussé à mentir. Touchée par les intentions réelles d'Hermann, elle lui révèle à son tour ses sentiments et accepte les fiançailles ».

## Postérité
En décembre 1851, Robert Schumann a composé une œuvre symphonique éponyme, l'Ouverture opus 136, directement inspirée du récit de Goethe, avec une Marseillaise omniprésente.